# Великодедеркальський район
Великодедеркальський район (до 1944 — Катербургський) — адміністративно-територіальна одиниця, утворена у складі Тернопільської області 17 січня 1940 року із ґмін Дедеркали і Катербург.
Скасована в грудні 1962 року. Населені пункти Великодедеркальського району відійшли до Шумського району.

## Адміністративний поділ
- Биковецька сільська рада
  - село Биківка
  - хутір Михайлівка
- Борківська сільська рада
  - село Борки
  - хутір Борківський
  - хутір Дубина
  - хутір Забірник
  - хутір Надстав
  - хутір Щопинки
- Великовікнинська сільська рада
  - село Великі Вікнини
- Великодедеркальська сільська рада
  - село Великі Дедеркали
  - хутір Обори
- Великозагайцівська сільська рада
  - село Великі Загайці
  - хутір Ліс
  - хутір Руда
  - хутір Степ
  - хутір Тури
- Веселівська сільська рада
  - село Веселівка
- Вілійська сільська рада
  - село Вілія
- Вовковецька сільська рада
  - село Березна
  - село Вовківці
- Горинська сільська рада
  - село Горинка
  - хутір Залісся
  - хутір Корчунок
  - хутір Снігуровеччина
- Гринковецька сільська рада
  - село Гринківці
- Загірцівська сільська рада
  - село Загірці
  - хутір Медведівка
- Іванковецька сільська рада
  - село Іванківці
  - хутір Підлісний
- Катеринівська сільська рада
  - село Катеринівка
  - хутір Вербиця
- Кудлаївська сільська рада
  - село Кудлаївка
  - хутір Лани
- Кушлинська сільська рада
  - село Кушлин
- Маловікнинська сільська рада
  - село Малі Вікнини
- Малодедеркальська сільська рада
  - село Малі Дедеркали
  - хутір Тури
- Малозагайцівська сільська рада
  - село Малі Загайці
  - хутір Монастирщина
- Матвіївська сільська рада
  - село Матвіївці
  - хутір Рідкодуб
- Михайлівська сільська рада
  - село Михайлівка
  - хутір Ферма
- Мізюринська сільська рада
  - село Мізюринці
  - хутір Підліс
- Новосілківська сільська рада
  - село Новосілки
- Новоставська сільська рада
  - село Новостав
- Підгаєцька сільська рада
  - село Підгайці
- Підлісненська сільська рада
  - село Підлісне
- Піщатинська сільська рада
  - село Піщатинці
  - хутір Микитівка
- Плосківська сільська рада
  - село Плоске
- Потуторівська сільська рада
  - село Потуторове
- Радошівська сільська рада
  - село Радошівка
- Рибчанська сільська рада
  - село Рибча
- Садківська сільська рада
  - село Садки
  - хутір Стражниця
- Темногаєцька сільська рада
  - село Темногайці
  - хутір Вербиця
  - хутір Пеньки
- Тетильківська сільська рада
  - село Тетильківці
  - хутір Ольгине
- Цеценівська сільська рада
  - село Цеценівка
  - хутір Писарівка
- Шкроботівська сільська рада
  - село Щкроботівка
  - хутір Боричів
- Шумбарська сільська рада
  - село Шумбар
- Якимівська сільська рада
  - село Якимівці
  - хутір Підшлях
  - хутір Рідкодуб